# Meijerella cavernae
Meijerella cavernae är en tvåvingeart som först beskrevs av de Meijere 1913.  Meijerella cavernae ingår i släktet Meijerella och familjen fritflugor. Inga underarter finns listade i Catalogue of Life.